# プレウロセラス (アンモナイト)
プレウロセラス（学名：Pleuroceras）は、前期ジュラ紀、プリンスバッキアン後期のアマルチウス科の属。

## 種
- Pleuroceras hawskerense (Young & Bird, 1828)
- Pleuroceras solare (Phillips, 1829)
- Pleuroceras spinatum (Bruguière, 1789)
- Pleuroceras transiens Frentzen, 1937
- Pleuroceras apyrenum Buckman, 1911

## 説明
プレウロセラスの殻は円盤状で、4角形の渦を持ち、強い放射状の肋を持ち、渦の周りには結節がある。周りは突起状で、強い鋸歯状のキールがある。

## 分布
この属の種は、動きの速い肉食アンモナイトであった。その化石はカナダとヨーロッパ（ブルガリア、フランス、ドイツ、ハンガリー、イタリア、モンテネグロ、ルーマニア、セルビア、スペイン、イギリス）で発見されている。